# Henry Joel Scudder
Henry Joel Scudder (* 18. September 1825 in Northport, New York; † 10. Februar 1886 in New York City) war ein US-amerikanischer Jurist und Politiker. Zwischen 1873 und 1875 vertrat er den Bundesstaat New York im US-Repräsentantenhaus.

## Werdegang
Henry Joel Scudder wurde ungefähr zehneinhalb Jahre nach dem Ende des Britisch-Amerikanischen Krieges in Northport geboren. Er besuchte die Bezirksschulen und die Huntington Academy. 1846 graduierte er am Trinity College in Hartford (Connecticut). Er studierte Jura und begann nach dem Erhalt seiner Zulassung als Anwalt 1848 in New York City zu praktizieren. 1862 trat er als Captain in das 37. Regiment der Nationalgarde von New York ein und diente dort bis zum Ende des Bürgerkrieges. Politisch gehörte er der Republikanischen Partei an. Bei den Kongresswahlen des Jahres 1872 wurde Scudder im ersten Wahlbezirk von New York in das US-Repräsentantenhaus in Washington, D.C. gewählt, wo er am 4. März 1873 die Nachfolge von Dwight Townsend antrat. Da er im Jahr 1874 auf eine erneute Kandidatur verzichtete, schied er nach dem 3. März 1875 aus dem Kongress aus. Danach ging er über 20 Jahre lang einer Beschäftigung als Trustee am Trinity College nach. Darüber hinaus nahm er wieder seine Tätigkeit als Anwalt in New York City auf, wo er am 10. Februar 1886 verstarb. Sein Leichnam wurde auf dem Familienfriedhof in Northport beigesetzt. Der Kongressabgeordnete Townsend Scudder war sein Neffe.